# 宮澤内閣
宮澤内閣（みやざわないかく）は、元副総理で衆議院議員及び自由民主党総裁の宮澤喜一が第78代内閣総理大臣に任命され、1991年（平成3年）11月5日から1992年（平成4年）12月12日まで続いた日本の内閣。

## 概要
1992年（平成4年）8月30日、宮澤首相は軽井沢における講演で、初めて「金融機関への公的資金の導入」に言及したが、大蔵省をはじめ金融機関、経団連などの財界、マスコミの猛反対に遭い断念した。森喜朗によると加藤紘一と宮澤派幹部の斎藤邦吉が竹下派会長代行の小沢一郎に話をして「宮澤政権では官房長官だけは宮澤派にください。その代わり、それ以外の人事は全部おまかせしますというような」話をした。内閣官房長官は加藤が就任し、竹下派から法務大臣は田原隆、大蔵大臣は羽田孜、文部大臣は鳩山邦夫、通商産業大臣は渡部恒三、運輸大臣は奥田敬和が5人が入閣した。幹事長は綿貫民輔が就任したが、これは誰も予想してなく、森は小沢の傀儡になるような人を幹事長にしたわけですと述べ、政調会長は森、総務会長は佐藤孝行が就任した。

## 国務大臣
| 職名                            | 氏名       | 氏名 | 出身等                                   | 特命事項等                      | 備考                  |
| ------------------------------- | ---------- | ---- | ---------------------------------------- | ------------------------------- | --------------------- |
| 内閣総理大臣                    | 宮澤喜一   |      | 衆議院 自由民主党 （宮澤派）             |                                 | 自由民主党総裁 再入閣 |
| 副総理 外務大臣                 | 渡辺美智雄 |      | 衆議院 自由民主党 （渡辺派）             | 内閣総理大臣臨時代理 （副総理） | 再入閣                |
| 法務大臣                        | 田原隆     |      | 衆議院 自由民主党 （竹下派）             |                                 | 初入閣                |
| 大蔵大臣                        | 羽田孜     |      | 衆議院 自由民主党 （（竹下派→） 羽田派） |                                 | 再入閣                |
| 文部大臣                        | 鳩山邦夫   |      | 衆議院 自由民主党 （竹下派）             |                                 | 初入閣                |
| 厚生大臣                        | 山下徳夫   |      | 衆議院 自由民主党 （河本派）             |                                 | 再入閣                |
| 農林水産大臣                    | 田名部匡省 |      | 衆議院 自由民主党 （加藤G）              |                                 | 初入閣                |
| 通商産業大臣                    | 渡部恒三   |      | 衆議院 自由民主党 （（竹下派→） 羽田派） |                                 | 再入閣                |
| 運輸大臣                        | 奥田敬和   |      | 衆議院 自由民主党 （（竹下派→） 羽田派） |                                 | 再入閣                |
| 郵政大臣                        | 渡辺秀央   |      | 衆議院 自由民主党 （無派閥）             |                                 | 初入閣                |
| 労働大臣                        | 近藤鉄雄   |      | 衆議院 自由民主党 （河本派）             |                                 | 再入閣                |
| 建設大臣                        | 山崎拓     |      | 衆議院 自由民主党 （渡辺派）             |                                 | 再入閣                |
| 自治大臣 国家公安委員会委員長   | 塩川正十郎 |      | 衆議院 自由民主党 （三塚派）             |                                 | 再入閣                |
| 内閣官房長官                    | 加藤紘一   |      | 衆議院 自由民主党 （宮澤派）             |                                 | 再入閣                |
| 総務庁長官                      | 岩崎純三   |      | 参議院 自由民主党 （河本派）             |                                 | 初入閣                |
| 北海道開発庁長官 沖縄開発庁長官 | 伊江朝雄   |      | 参議院 自由民主党 （無派閥）             |                                 | 初入閣                |
| 防衛庁長官                      | 宮下創平   |      | 衆議院 自由民主党 （三塚派）             |                                 | 初入閣                |
| 経済企画庁長官                  | 野田毅     |      | 衆議院 自由民主党 （渡辺派）             |                                 | 再入閣                |
| 科学技術庁長官                  | 谷川寛三   |      | 参議院 自由民主党 （三塚派）             | 原子力委員会委員長              | 初入閣                |
| 環境庁長官                      | 中村正三郎 |      | 衆議院 自由民主党 （三塚派）             | 地球環境問題担当                | 初入閣                |
| 国土庁長官                      | 東家嘉幸   |      | 衆議院 自由民主党 （宮澤派）             | 研究・学園都市担当              | 初入閣                |

## 内閣官房副長官・内閣法制局長官
- 内閣法制局長官 - 工藤敦夫
- 内閣官房副長官（政務） - 近藤元次
- 内閣官房副長官（事務） - 石原信雄

## 政務次官
1991年（平成3年）11月6日任命。ただし、科学技術政務次官・二木秀夫は前内閣からの留任。
- 法務政務次官 - 秋山肇 /成瀬守重: 1992年（平成4年）8月5日 - 12月6日
- 外務政務次官 - 柿澤弘治
- 大蔵政務次官 - 村井仁・青木幹雄
- 文部政務次官 - 松田岩夫
- 厚生政務次官 - 園田博之
- 農林水産政務次官 - 二田孝治・陣内孝雄
- 通商産業政務次官 - 古賀正浩・沓掛哲男
- 運輸政務次官 - 佐藤敬夫
- 郵政政務次官 - 笹川堯
- 労働政務次官 - 宮崎秀樹 /石渡清元: 1992年（平成4年）8月5日 -
- 建設政務次官 – 金子一義
- 自治政務次官 - 穂積良行
- 総務政務次官 - 遠藤武彦
- 北海道開発政務次官 - 大石正光
- 防衛政務次官 - 魚住汎英
- 経済企画政務次官 - 田中秀征
- 科学技術政務次官 - 二木秀夫（留任）
- 環境政務次官 - 平野清 /木暮山人:1992年（平成4年）8月5日 -
- 沖縄開発政務次官 - 鴻池祥肇
- 国土政務次官 - 前田武志